# Trichophyton
Trichophyton (dal greco θριχός =  capello e φυτόν = pianta) è un genere di funghi parassita degli animali e dell'uomo, responsabili di dermatomicosi quali la tigna, in special modo la tigna tricofitica.
A seconda dell'habitat in cui vivono, i funghi di questo genere si possono distinguere in antropofilici, zoofilici o geofilici.
Gli organismi antropofilici parassitano gli esseri umani e producono infiammazioni leggere ma croniche.
Gli zoofilici, si trovano principalmente sugli animali e sono causa di importanti reazioni infiammatorie a carico degli esseri umani che vengano a contatto con animali domestici infetti (gatti, cani, cavalli, uccelli).
Le specie geofiliche si trovano di solito nel terreno e sono causa solo occasionale di infezione su esseri umani o animali.

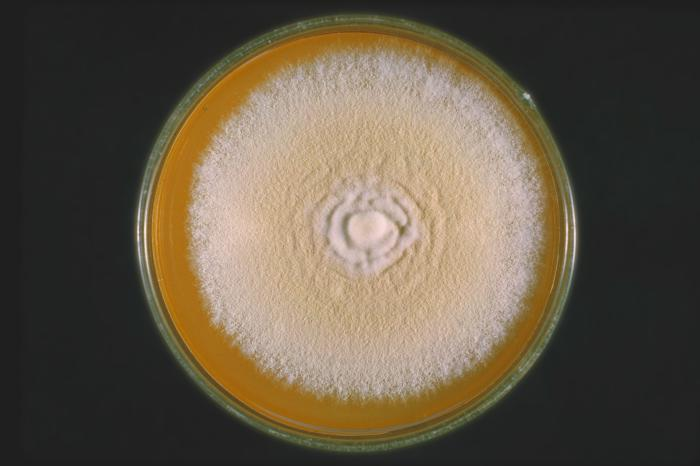
Coltura di T. mentagrophytes

Alcune specie sono cosmopolite, altre sono ristrette a precise aree geografiche. Il Trichophyton concentricum, ad esempio, è localizzato nelle isole del Pacifico, nel Sudest Asiatico ed in America Centrale.
Le spore di questi funghi sono molto stabili e possono rimanere infettive per svariati mesi. La trasmissione ha luogo tramite infezione di contatto. La patogenicità degli antropofilici è data su da particolari enzimi (cheatinasi, proteinasi, elastasi) con i quali essi possono dissolvere la cheratina e le altre proteine di struttura dello strato corneo di pelle, unghie e capelli.

## Specie diTrichophyton
La specie tipo è Trichophyton tonsurans Malmsten (1848).